# 마지막 혹성의 Love Song
《마지막 혹성의 Love Song》(終わりの惑星のLove Song)은 야나기나기와 마에다 준의 콜라보레이션 앨범이다. 2012년 4월 25일 FLAMING JUNE 레이블로 발매되었다.

## 개요
supercell에서 객원 보컬 'nagi'로 활동하던 야나기나기가 supercell을 탈퇴한 후, 시나리오 라이터이자 작곡가인 마에다 준과 합작하여 낸 음반으로, 이미 야나기나기의 싱글 앨범이 발매되기 전부터 이 앨범에 대한 예고가 있었다. 2011년 12월 22일, 첫 번째 PV로 〈Killer Song〉의 뮤직비디오가 공개되었고, 〈終わりの世界から〉의 일러스트가 공개되었다. 그리고 12월 19일에는 3곡이 담긴 선행 CD 《Killer Song》이 C81을 통해 판매되었다. 곧이어 다른 곡들의 일러스트도 하나씩 공개되었고, 뮤직비디오는 4개까지 공개되었다. 4월 17일에 앨범 수록곡의 정보가 공개되었고 4월 25일에 앨범이 발매되었다.

## 수록곡
| #            | 제목                        | 작곡         | 재생 시간 |
| ------------ | --------------------------- | ------------ | --------- |
| 1.           | 〈終わりの世界から〉        | 마에다 준    | 5:57      |
| 2.           | 〈ふたりだけのArk〉         | 마에다 준    | 5:34      |
| 3.           | 〈Killer Song〉             | 마에다 준    | 4:35      |
| 4.           | 〈Flower Garden〉           | 마에다 준    | 5:38      |
| 5.           | 〈無敵のSoldier〉           | 마에다 준    | 5:13      |
| 6.           | 〈凍る夢〉                  | 마에다 준    | 5:10      |
| 7.           | 〈Executionerの恋〉         | 마에다 준    | 4:51      |
| 8.           | 〈とある海賊王の気まぐれ〉  | 마에다 준    | 5:09      |
| 9.           | 〈雪の降らない星〉          | 마에다 준    | 4:57      |
| 10.          | 〈火吹き山の魔法使い〉      | 마에다 준    | 4:36      |
| 11.          | 〈Last Smile〉              | 마에다 준    | 6:19      |
| 12.          | 〈Heroの条件〉              | 마에다 준    | 5:03      |
| 13.          | 〈この惑星のBirthday Song〉 | 마에다 준    | 6:20      |
| 총 재생 시간 | 총 재생 시간                | 총 재생 시간 | 74:03     |